# CATIA
CATIA (Computer Aided Three-Dimensional Interactive Application, српски рачунарско (компјутерско) вођена тридимензионална интерактивна примена) је тридимензионални рачунарски програм за рачунарско пројектовање и техничко конструисање. Аутор програма је компанија Dassault Systèmes. Програм био је првобитно намењен за конструисање авиона, али се данас етаблисао у различитим браншама.

## Основни опис рада
Суштински коструктивни процес CATIA-програма обухвата разрађење тридимензионалних и из ових изводених двадимензионалних цртежа и планова. Додатни модули нуде DMU-прегледе, кинематику, МКЕ-рачунање и NC-програмирање. Актуални програми верзија 5 и верзија 6 имају графичко окружење које базира на Microsoft Windows. За Windows постоји 32-бит као и једна цела 64-бит верзија. Верзија 5 може се применити и на разне UNIX-платформе.

## Корисници
За главне кориснике CATIA-програма наводе се BMW, Ауди, Daimler AG, Ербас, Фолксваген и Боинг.

## Историја
1969. године је француско предузеће за производњу авиона Dassault Aviation почело да уз помоћ компјутерске технологије израђује интерактивне цртеже. 1974 купује од америчке компаније за производњу авиона Локид прву лиценцу за двадимензионални инжењеринг софтвер CADAM. 1978 Dassault почиње да на основи овог програма развија нови тридимензионални програм, који се у почетку зове CATI (Conception Assistée Tridimensionelle Interactive), да би 1981 добио данашњи назив. Одмах по завршетку новог програма настала је намера да се програм продаје и другим предузећама. За овај подвиг основано је предузеће Dassault Systèmes које се данас бави искључиво софтвер-програмима.
Прва CATIA-верзија 1 био је у ствари додатни програм за CADAM са тридимензионалним могућностима конструисања. 1985 наступа верзија 2 са којим CATIA постаје независан од CADAM-а. 1988 следи верзија 3 са којим су први пут били могући радови на радним станицама. Верзија 4 из 1993. године могао се применити и на софтверима Хјулет-Пакард, Silicon Graphics и Сан Мајкросистемс. Верзија 5 из 1999. године може се применити и на Microsoft Windows. Посебно за Windows створена је верзија са 64-бит. Са новим оперативним системом Vista на тржиште је 2008 стигла најновија верзија 6.